# И будут люди
«И будут люди» (укр. «І будуть люди») — украинский драматический сериал-эпопея телеканала СТБ, экранизация одноимённого романа Анатолия Димарова. Сериал создан студией Film.UA при поддержке Министерства культуры и информационной политики Украины. Режиссёром проекта стал Аркадий Непиталюк. Сериал состоит из 12-ти серий, которые выходили в эфир с 14 по 19 сентября 2020 года. Каждая серия посвящена отдельному персонажу.

## Сюжет

### 1 серия
Украинское село , 1901 год, Полтавская губерния, Российская империя. Богатый пожилой крестьянин Свирид Ивасюта берет в жены молодую девушку из бедной семьи, Елену, без свадьбы, и везет её к себе на хутор.
Их встречает сын Свирида, Оксен и наёмный рабочий Василий Ганжа. Из-за большой разницы в возрасте Елена ничего не чувствует к Свириду и изменяет ему с Василием, от которого спустя год рожает. Спустя некоторое время они даже пробуют сбежать с хутора, но Свирид догоняют их, бьет Василия и сильно калечит ему руку когда тот уже был без сознания, а после увозит Елену домой и получив от неё признание что ребёнок не его, в гневе убивает её.
К тому времени к дому возвращается пришедший в себя Ганжа и поджигает крышу дома Ивасют фонарем (в то время крыши в украинских домах-мазанках делали из соломы). На утро прибывает царская полиция и арестовывает обоих. Свирид и Ганда оказываются в ссылке, а Оксен остается жить один с ребёнком.
Спустя 14 лет, в 1915 году Свирид пешком возвращается домой и узнает что его сын завел свою семью и видит дочь Елены, Алесю, один в один похожую на мать. К тому времени солдаты царской России отступающие с фронтов Первой Мировой войны грабят дома на своем пути и при попытке убить Свирида погибают сами и серьёзно ранят его. Старик перед смертью дает сыну наставление «жить так чтобы никому не кланяться кроме Бога».

### 2 серия
Весна 1917 года, из полтавской духовной семинарии домой в Тарасовку приезжает дочь священника Татьяна Светличная и знакомится с сыном местного доктора Олегом Мирославским, с которым у неё завязывается роман. Пока в мире идёт война, украинское село живёт своей повседневной жизнью. Отец Олега доносит до крестьян весть что Украинская Центральная  Рада принимала Третий Универсал, ознаменовавший собой обретение УНР автономии, но его речь прерывает священник, отец Татьяны.
После Октябрьской революции большевики из России прорываются на украинские земли. Гражданская война в разгаре. Брат Тани, Фёдор Светличный несмотря на то что отец заболел туберкулезом, покинул семью и примкнул к красным, которые просят доктора Мирославского помочь раненому красногвардейцу, а после убивают его. Олег решает отомстить советской власти за смерть отца и поссорившись с Таней становится воином Украинской Народной Республики.
Таня по велению родителей выходит за Оксена Ивасюту и вместе с Алесей воспитывает его двух сыновей.

### 3 серия
После Гражданской войны в Тарасовку из ссылки возвращается Василий Ганжа и становится новым сельским главой, его активно поддерживает местный большевик Максим Тверхохлеб. Прибывшие в село подразделения Красной армии проводят расстрелы кулаков (всех у кого дома есть хотя бы три курицы). Борьбу против большевистского террора возглавляет Николай Гайдук, и потеряв свою землю поджигает здание сельсовета. После чего партизанит со своими сторонниками в полях.

### 4 серия
На борьбу с «бандитами» гайдука прибывают сотрудники ОГПУ из России и после ряда неудачных попыток победить сопротивление Гайдука отступают.

### 5 серия
В Тарасовку по приказу комиссара прибывает Федор Светличный, и только благодаря ему и усилиям местных большевиков удается победить «банду» Гайдука, после чего Николай во избежание плена и пыток совершает самоубийство.
В живых из партизан остается только Михаил Гайдук, после сбежавший на западную Украину на тот момент находившуюся в составе Польши.

### 6 серия
У Ганжи завязывается роман с местной крестьянкой Мартой, Алеся сбегает с Федором Светличным в Полтаву, а Татьяна Ивасюта рожает ребёнка

### 7 серия
Роды у Татьяны принимает доктор оказавшийся Олегом Мирославским, во избежание репрессий сменившим фамилию. Они снова начинают видеться и изменяют своим супругам. После чего та узнает что Олег при поражении армии УНР в 1920 году был врачом в петлюровском штабе и когда к ним поступил умирающий от ранения большевик, Олег подобрал его документы и избежал расстрела красными только выдав себя за него.

### 8 серия
Ганжа ссорится с Мартой, после чего с село с западной Украины приезжает Михаил Гайдук, ставший членом ОУН и готовый мстить коммунистам не только за смерть отца но и за порабощение его родной страны.

### 9 серия
Максим Твердохлеб сменивший имя на Владимир, в честь Ленина, обвиняет Татьяну Ивасюту в контрреволюции, но несотря на скандал ей все же разрешают учить детей в одном из домов-мазанок оборудованным пол школу. Оксен находит письма Олега, узнает о изменах Тани и та сбегает. Олег сам остался без жены и учитывая свое прошлое стал жить в бегах.

### 10 серия
Олег скрывается в Белоруссии, но получив письмо от больной туберкулезом бывшей возвращается на Полтавщину и получает от неё признание что та уничтожила некоторые письма Тани, они прощают друг друга и та спокойно умирает.
Тем временем многих крестьян, среди которых Марта и Оксен раскулачивают и увозят в Сибирь, а двое сыновей Оксена сбегают из дома и их жизненные пути расходятся.

### 11 серия
В годы массовых репрессий и коллективизации местный еврей Григорий Гинзбург несмотря на тихий характер пишет письмо Сталину, после перехвата и обвинения в контрреволюции совершает самоубийство, заступившийся за него Василий Ганжа сам становится жертвой репрессий.

### 12 серия
Времена Голодомора, 1932—1933 года. Сельским главой становится Владимир Твердохлеб неумеющий даже писать и потешается над умирающим от голода родным селом занесенным на Чёрную доску.
Ганжа попадает в тот же лагерь ГУЛАГа что и Оксен и наконец-то мирится с ним.
Олег, Таня, её сын и девочка из интерната преодолевают блокпост и едут жить в Полтаву по приглашению Федора Светличного, а Твердохлеб в Тарасовке погибает от руки Михаила Гайдука.